# Monkey Man
Monkey Man is een Canadees-Amerikaanse actiefilm uit 2024, geregisseerd en mede geschreven door Dev Patel in zijn regiedebuut. Patel speelt zelf ook de hoofdrol.

## Verhaal
Kid is een onbekende jongeman die in een ondergrondse vechtclub werkt. Hij wil wraak nemen op een groep corrupte leiders, die verantwoordelijk zijn voor de dood van zijn moeder.

## Rolverdeling
| Acteur             | Personage |
| ------------------ | --------- |
| Dev Patel          | Kid       |
| Sharlto Copley     |           |
| Pitobash           |           |
| Vipin Sharma       |           |
| Sikandar Kher      |           |
| Sobhita Dhulipala  |           |
| Ashwini Kalsekar   |           |
| Adithi Kalkunte    |           |
| Makarand Deshpande |           |

## Productie
Op 29 oktober 2018 werd gemeld dat Dev Patel zijn regiedebuut zou maken met een actiethriller met de titel Monkey Man. Op 12 maart 2021 werd aangekondigd dat het filmen was voltooid en dat Netflix de wereldwijde rechten op de film had gekocht, die werd beschreven als "John Wick in Mumbai". Jordan Peele zag de film echter en vond dat deze een bioscooprelease verdiende en verwierf de rechten later onder zijn Monkeypaw Productions-vlag, die een distributieovereenkomst heeft met Universal Pictures.

## Release
Monkey Man ging op 11 maart 2024 in première op het South by Southwest-festival.